# Димитравас (концентрационный лагерь)
Концентрационный лагерь Димитравас — бывший нацистский концентрационный лагерь, памятник истории Литвы, расположенный неподалёку от городов Паланга и Кретинга.

## История
Лагерь был расположен на территории деревни, исторически называвшейся Тарвидай, где в XIX веке находилась усадьба графского рода Зубовых. В честь графа Дмитрия Зубова имение и деревня были переименованы в Димитравас (Димитрово). Название Тарвидай деревне возвращено только в 1927 г.
В 1937—1940 гг. здания усадьбы были превращены в лагерь принудительных работ, куда авторитарные власти  Литвы отправляли политически неблагонадежных лиц, в основном коммунистов и уголовных преступников. Их заставляли собирать камни в окрестностях и свозить их на камнедробилку, устроенную в бывших хозяйственных помещениях зубовской усадьбы.
В годы немецкой оккупации назначение имения Димитравас менялось дважды. В 1941—1944 годах в нём действовал концентрационный лагерь, куда в первую очередь попадали представители и активисты советской власти Кретингского района, затем в нём содержались 500 убитых впоследствии еврейских женщин и детей из Скуодаса. После них в лагерь согнали семьи советских офицеров, которые позднее были вывезены на принудительные работы в Германию.
В конце немецкой оккупации, в 1944 году, в лагере содержались крестьяне, не сумевшие или не захотевшие выполнять установленные тогдашней властью сельскохозяйственные повинности. В 1944 году в лагере насчитывалось около 500 заключённых.
9 июля 1944 года заключённые подняли бунт и совершили побег. Часть из них немцы вернули, но через три месяца началось отступление немецких войск и подавить ещё один бунт заключённых не удалось.
Некоторые узники, содержавшиеся в концлагере в годы войны, остались живы, опубликованы их воспоминания.
В конце 1944 года советская власть устроила в Димитравасе военный лагерь, где проходили подготовку призывники и сержанты. После окончания войны в имении создали колхоз «Венибе». В 1964 году там открылся филиал Кретингского краеведческого музея, но в 1995 году его закрыли. В настоящее время никаких постоянных общественных функций здание не выполняет.
Тем не менее, на территории лагеря проходят церемонии, посвящённые памяти жертв нацизма.

## Галерея

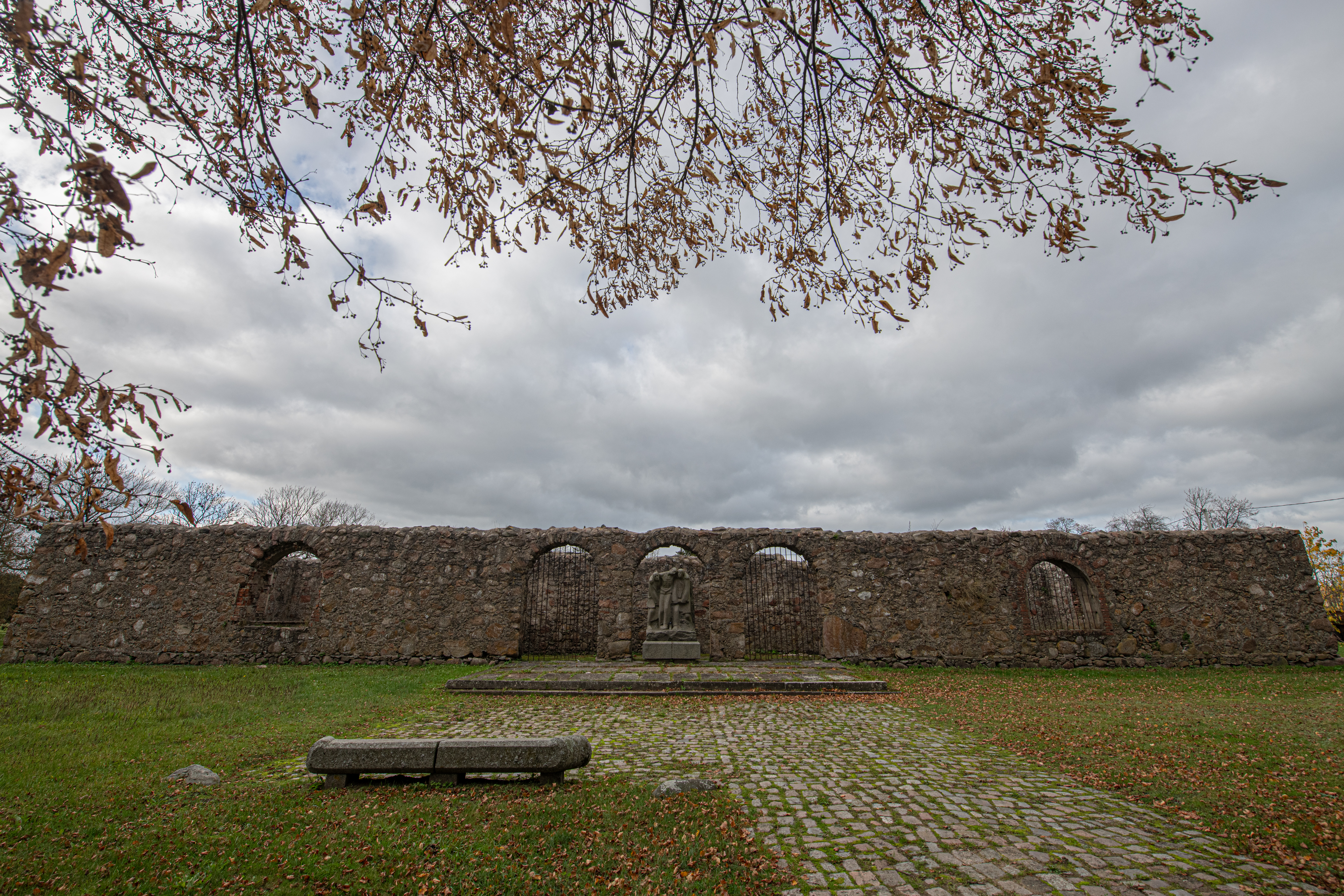
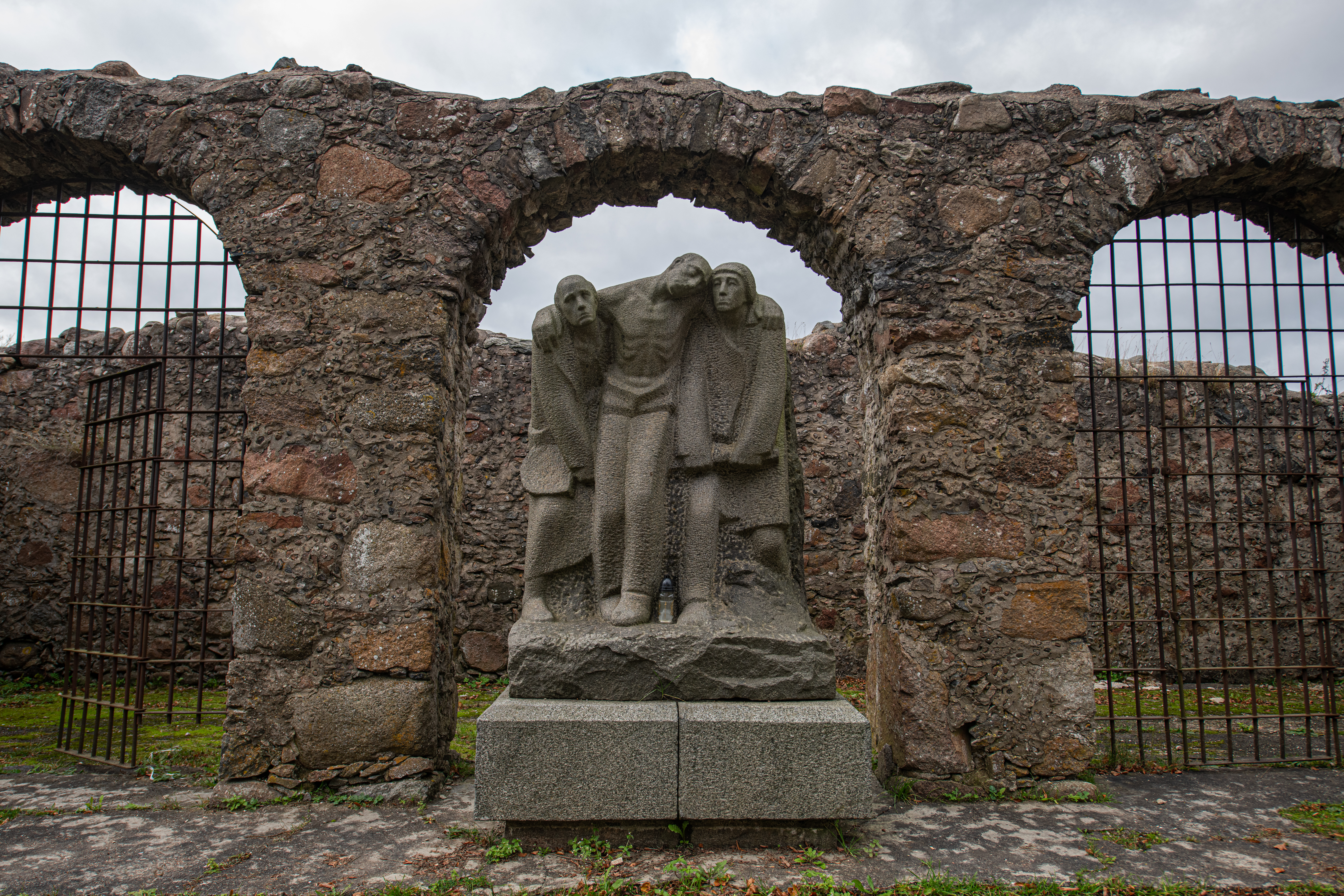
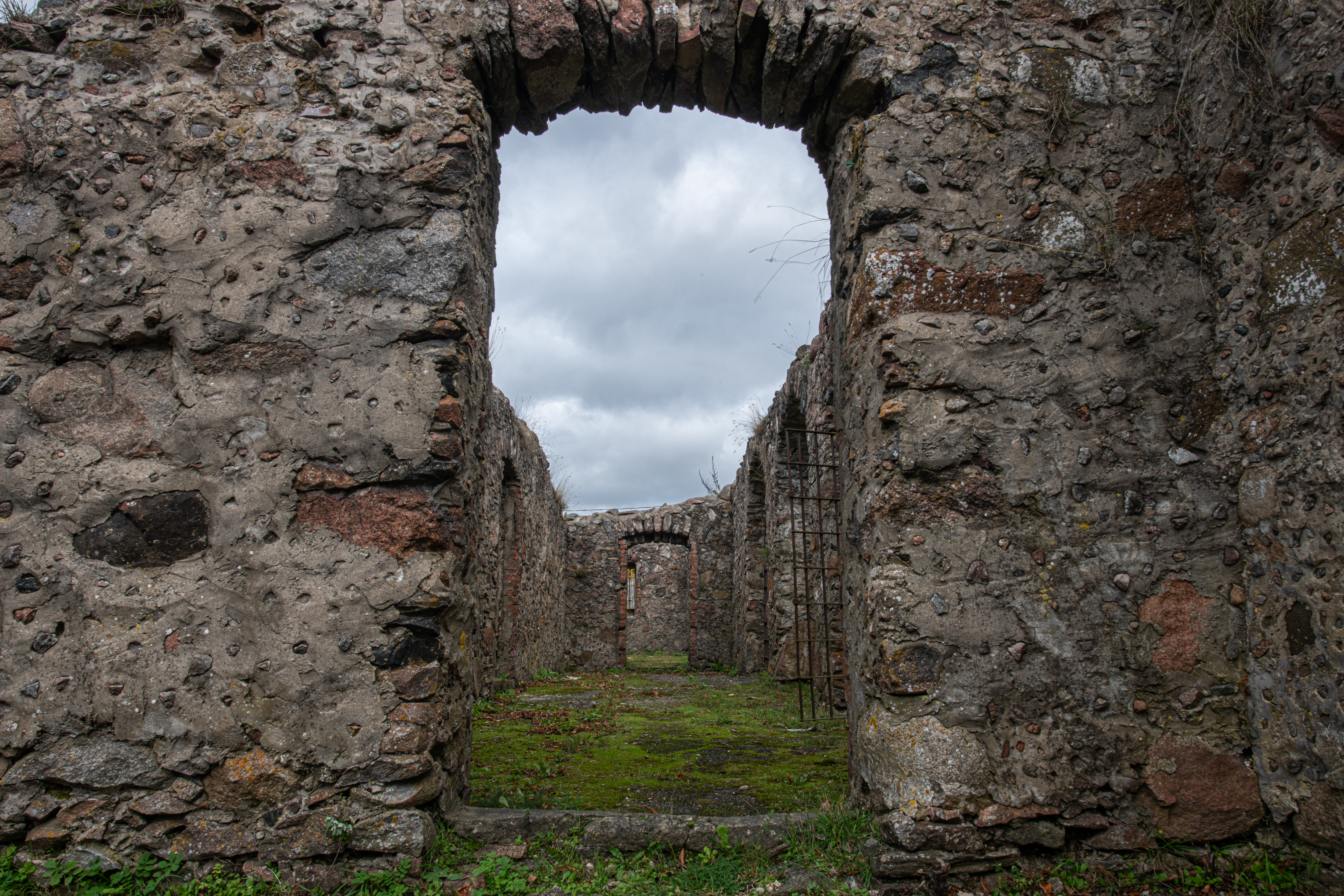
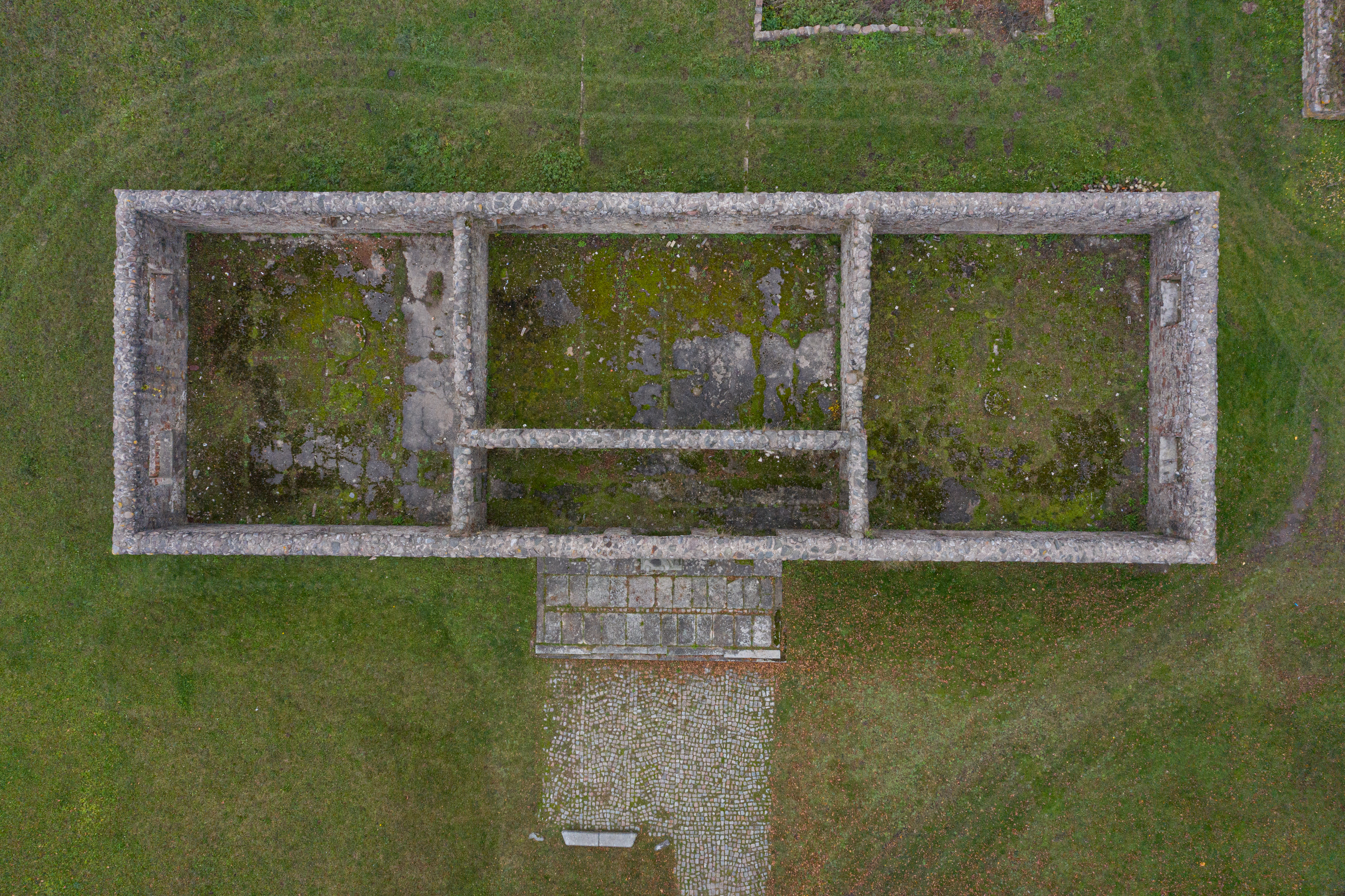
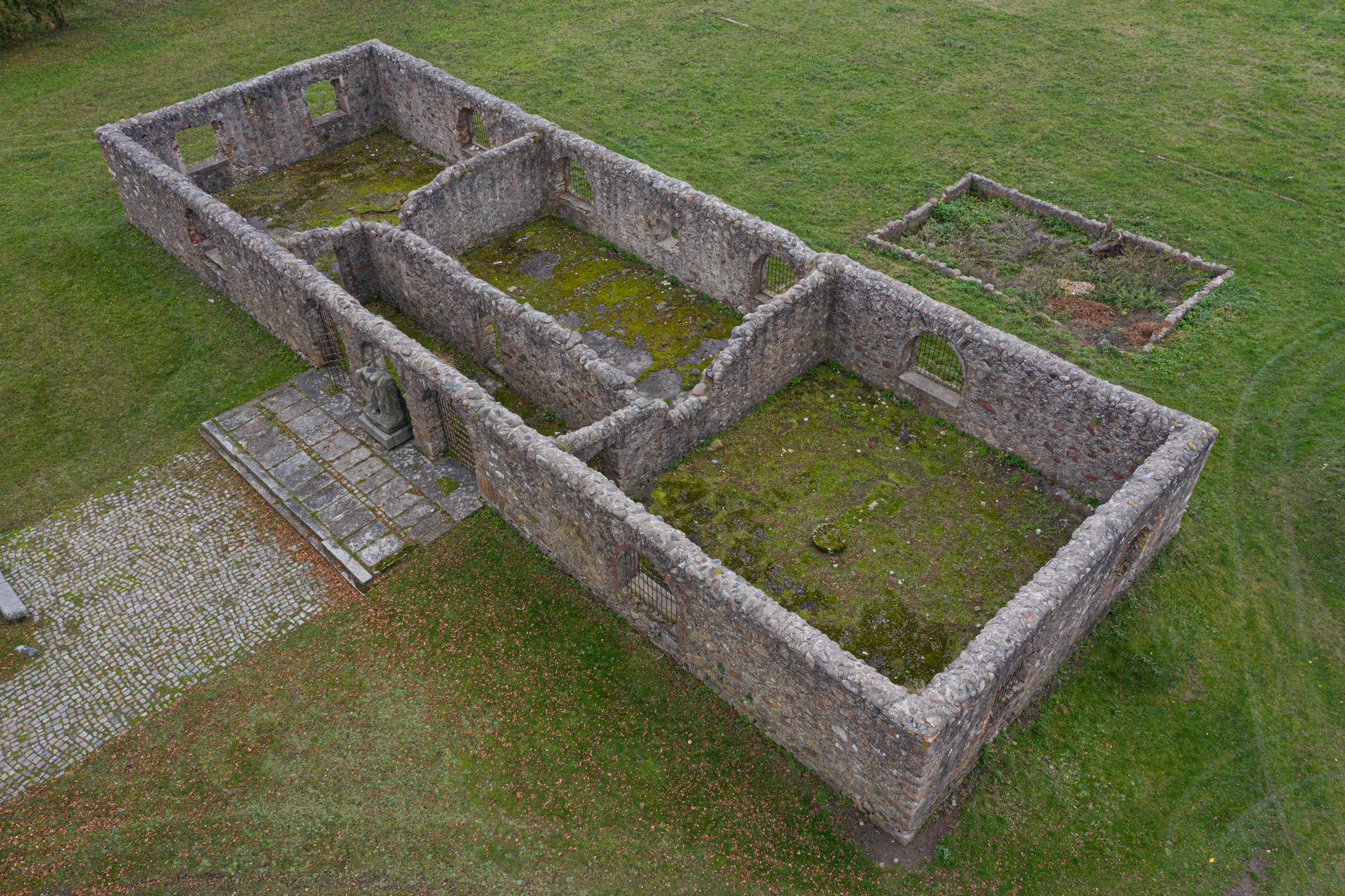